# Room on Fire
Room on Fire – drugi album amerykańskiego zespołu rockowego The Strokes. Podobny w brzmieniu do pierwszej płyty spełnił oczekiwania słuchaczy. Mimo iż jest bardzo krótki (niewiele ponad pół godziny) jest oceniany pozytywnie.

## Lista utworów
1. "What Ever Happened?" – 2:49
2. "Reptilia" – 3:35
3. "Automatic Stop" (Casablancas/Albert Hammond, Jr.) – 3:20
4. "12:51" – 2:26
5. "You Talk Way Too Much" – 3:00
6. "Between Love & Hate" – 3:11
7. "Meet Me in the Bathroom" – 2:52
8. "Under Control" – 3:02
9. "The Way It Is" – 2:17
10. "The End Has No End" – 3:00
11. "I Can't Win" – 2:30